# Bagmati (Fluss)
Der Bagmati (Nepali: बागमती, Bāgmatī; auch Kareh) ist ein rechter Nebenfluss des Kosi in Nepal und Indien.
Der Bagmati entspringt am Nordrand des Kathmandutals und fließt südlich an der Altstadt Kathmandus vorbei. Der Bagmati nimmt alle anderen Gewässer des Kathmandutals auf und verlässt das Tal im Süden in der Schlucht von Chobar. Der Fluss ist sehr stark verschmutzt, da fast alle Abwässer der Metropolregion Kathmandu mit weit mehr als einer Million Einwohnern in ihn eingeleitet werden. Weil er am Ende seines Verlaufs in den Ganges mündet, hat er auch eine große religiöse Bedeutung für die mehrheitlich hinduistische Bevölkerung Nepals. So liegt an seinen Ufern die Tempelanlage von Pashupatinath, in der Leichenverbrennungen nach hinduistischem Ritus stattfinden. Bei Dheng überquert der Fluss die Grenze nach Indien und fließt im Bundesstaat Bihar in den Kosi, der in den Ganges mündet.